# Stora Spångasjön
Stora Spångasjön är en sjö i Gislaveds kommun i Småland och ingår i Nissans huvudavrinningsområde. Sjön är 10,3 meter djup, har en yta på 0,307 kvadratkilometer och befinner sig 177 meter över havet. Sjön avvattnas av vattendraget Hylteån. Vid provfiske har bland annat abborre, braxen, gädda och karpfisk (obestämd) fångats i sjön.

## Delavrinningsområde
Stora Spångasjön ingår i det delavrinningsområde (636768-136783) som SMHI kallar för Ovan Flankabäcken. Medelhöjden är 214 meter över havet och ytan är 52,99 kvadratkilometer. Det finns inga delavrinningsområden uppströms utan avrinningsområdet är högsta punkten. Hylteån som avvattnar avrinningsområdet har biflödesordning 2, vilket innebär att vattnet flödar genom totalt 2 vattendrag innan det når havet efter 136 kilometer. Delavrinningsområdet består mestadels av skog (67 %) och sankmarker (12 %). Avrinningsområdet har 0,8 kvadratkilometer vattenytor vilket ger det en sjöprocent på 1,5 %. Bebyggelsen i området täcker en yta av 2,65 kvadratkilometer eller 5 % av avrinningsområdet.

## Fisk
Vid provfiske har följande fisk fångats i sjön:
- Abborre
- Braxen
- Gädda
- Karpfisk obestämd
- Mört